# Jerzy Hipolit Towiański
Jerzy Hipolit Towiański herbu Gierałt (zm. 1 sierpnia 1715) – wojewoda łęczycki w latach 1702–1715, kasztelan łęczycki w latach 1692–1702, chorąży wiłkomirski.
Jako senator wziął udział w sejmach: 1692/1693, 1695, 1696, 1697 (I) i 1699 roku.
Po zerwanym sejmie konwokacyjnym 1696 roku przystąpił 28 września 1696 roku do konfederacji generalnej. 5 lipca 1697 roku podpisał w Warszawie obwieszczenie do poparcia wolnej elekcji, które zwoływało szlachtę na zjazd w obronie naruszonych praw Rzeczypospolitej. Był członkiem rokoszu łowickiego w 1698 roku. W styczniu 1702 roku podpisał akt pacyfikacji Wielkiego Księstwa Litewskiego. Był członkiem konfederacji warszawskiej 1704 roku.
Był uczestnikiem Walnej Rady Warszawskiej 1710 roku. 